# Hohenhameln
Hohenhameln er en kommune med godt 9.000 indbyggere (2013) i den vestlige del af Landkreis Peine, i den østlige del af den tyske delstat Niedersachsen.

## Geografi
Hohenhameln ligger omkring 12 km sydøst for Peine, og i kommunen ligger ud over hovedbyen Hohenhameln landsbyerne:
| - Bierbergen - Bründeln - Clauen - Equord | - Harber - Mehrum - Ohlum | - Rötzum - Soßmar - Stedum (Bekum) |